# Fjärrkontroll (TV-spel)

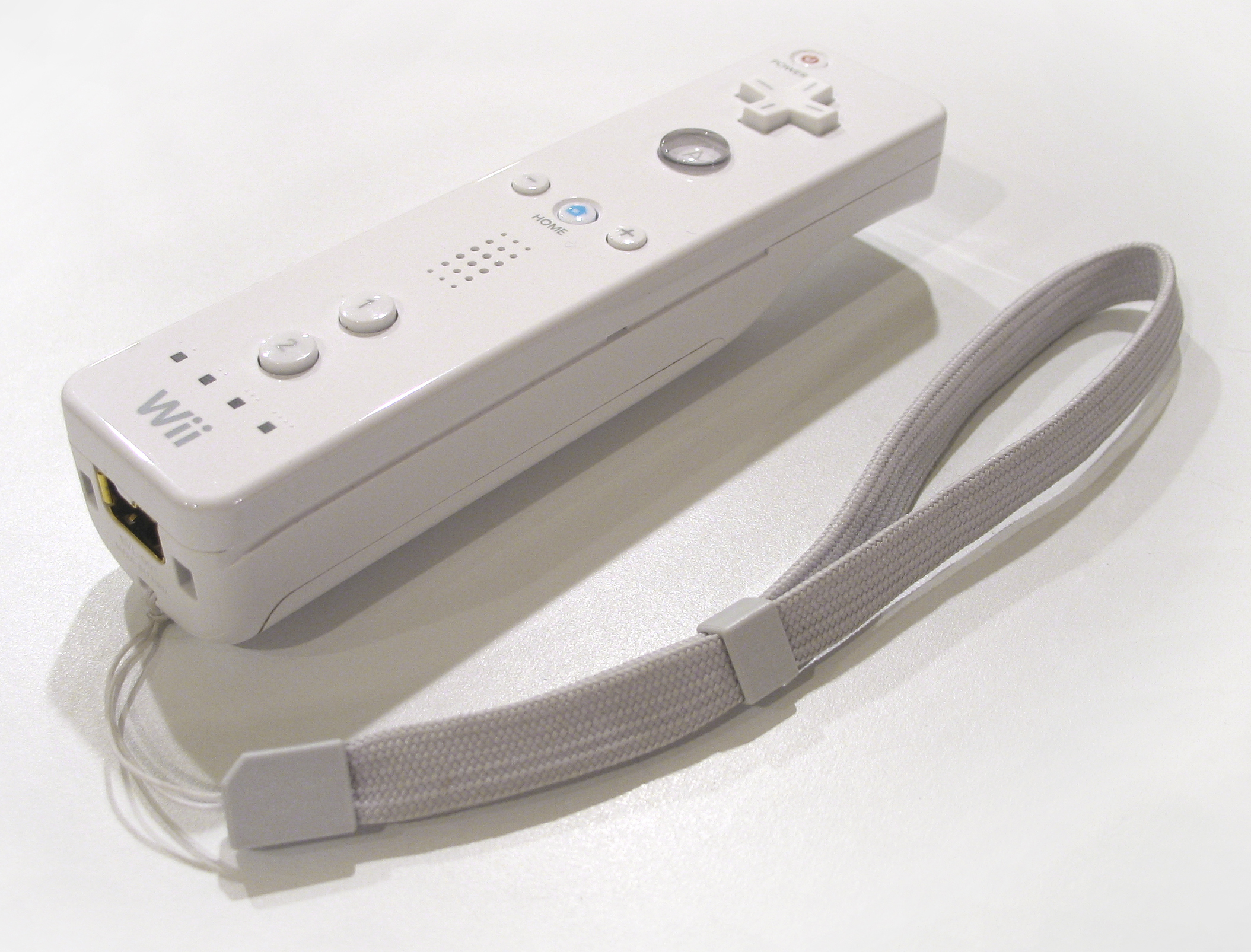
Wii Remote, i vilken andra tillbehör kan kopplas in

Fjärrkontroll är en typ av inmatningsenhet för TV-spelskonsoler. Deras vanligaste användningsområde är som fjärrkontroll för funktioner som inte har med interaktivt spelande att göra, de används oftast för att styra inbyggda funktioner som visning av DVD-filmer eller liknande. Handkontrollen till Nintendo Wii påminner till utseendet starkt om en traditionell fjärrkontroll men har färre knappar och är bl.a. rörelsekänslig. TV-spelskonsoler som är utrustade eller förberedda för styrning med en fjärrkontroll är bl.a. Playstation 2, Playstation 3, Wii, Xbox och Xbox 360.
Fjärrkontrollerna till Playstation 2, Xbox, Xbox 360 är av vanlig traditionell typ med en inbyggd infraröd sändare. Dessa kan lätt kopieras och finns därför tillverkade av ett relativt stort antal tredjepartstillverkare. Fjärrkontrollerna till Playstation 3 och Wii kommunicerar med konsolen via bluetooth.